# Como Ama una Mujer
Como ama una Mujer (Tiếng Việt: Khi một người Phụ nữ yêu) là album phòng thu thứ năm và là album Tiếng Tây Ban Nha đầu tiên của ca sĩ người Mỹ Jennifer Lopez.

## Sản xuất
Album này bao gồm ca khúc "Porque Te Marchas" (Sao Anh Lại Ra Đi), bản Tây Ban Nha của "(Can't Believe) This Is Me" từ album phòng thu trước của cô Rebirth. Ca khúc "Quién Será" (Sway) đã chọn để làm ca khúc tặng kèm trong album và trước đó vào năm 2004, ca khúc đã được định làm nhạc phim của Shall We Dance?, nhưng sau đó đã bị thay thế bằng bản của nhóm The Pussycat Dolls.
Cô đồng thời cũng sản xuất một sê-ri phim truyền hình ngắn của kênh Univisión mang tên và có nội dung của album này. Sê-ri phim đã được trình chiếu vào 30 tháng 10 năm 2007 và sau đó đã được phát hành ở dạng DVD với ngôn ngữ Tây Ban Nha. Trong phim gồm hai diễn viên chính là Christian Borrero và Adriana Cruz. Đặc biệt trong mỗi tập phim, Lopez lại trình diễn một ca khúc mới nằm trong album của mình.

## Đĩa đơn
- Đĩa đơn quảng bá đầu tiên của album là "Qué Hiciste", được phát hành ở một số đài phát thanh vào tháng Một tại Bắc Mĩ và giữa tháng Hai ở châu Âu. Sau đó, ca khúc được phát hành trên các đài phát thanh chính ở Mĩ vào ngày 27 tháng 3 năm 2007 cùng với ngày album phát hành. Video của ca khúc được quay ở Las Vegas vào tháng 10 năm 2006 và đạo diễn bởi Michael Haussman.
- Đĩa đơn thứ hai là "Me Haces Falta", được viết bởi Anthony, Estéfano và ca sĩ Mexico Thalía Sodi.
- Đĩa đơn thứ ba là "Por Arriesgarnos", một bản song ca với chồng cô, Marc Anthony. Một video đã được phát hành, được kèm theo vài cảnh phim từ tour diễn Juntos En Concierto.

## Diễn biến trên bảng xếp hạng
Album Como Ama una Mujer đã giúp Jennifer Lopez trở thành người có album Tây Ban Nhs nằm trong top 10 trên bảng xếp hạng Billboard 200. Album đứng ở vị trí quán quân trên bảng Billboard Top Latin Albums đến 4 tuần liền, và dành đến 26 tuần trước khi ra khỏi top 100. Sau bộ phim cùng tên được tình chiếu trên Univision, Como Ama Una Mujer đã trở lại bảng xếp hạng với vị trí 67 sau khi cô trình diễn ca khúc "Porque Te Marchas" trong tập phim thứ ba của chương trình.

## Danh sách ca khúc
| STT | Nhan đề              | Sáng tác                                 | Sản xuất                  | Thời lượng |
| --- | -------------------- | ---------------------------------------- | ------------------------- | ---------- |
| 1.  | "Qué Hiciste"        | Marc Anthony, Julio Reyes, Jimena Romero | Marc Anthony, Julio Reyes | 4:57       |
| 2.  | "Me Haces Falta"     | Anthony, Estéfano, Thalía Sodi           | Marc Anthony, Estéfano    | 3:37       |
| 3.  | "Como ama una Mujer" | Estéfano, Reyes                          | Marc Anthony, Estéfano    | 6:01       |
| 4.  | "Te Voy a Querer"    | Estéfano, Pilar Quiroga, Jimmy Paredes   | Marc Anthony, Estéfano    | 4:40       |
| 5.  | "Porque Te Marchas"  | Anthony, Estéfano                        | Marc Anthony, Estéfano    | 4:33       |
| 6.  | "Por Arriesgarnos"   | Estéfano, Reyes                          | Marc Anthony, Estéfano    | 3:31       |
| 7.  | "Tú"                 | Anthony, Estéfano, Reyes                 | Marc Anthony, Estéfano    | 4:10       |
| 8.  | "Amarte Es Todo"     | Estéfano, Reyes                          | Marc Anthony, Estéfano    | 4:00       |
| 9.  | "Apresúrate"         | Anthony, Estéfano, José Luis Pagan       | Marc Anthony, Estéfano    | 5:02       |
| 10. | "Sola"               | Estéfano, Reyes                          | Marc Anthony, Estéfano    | 5:19       |
| 11. | "Adiós"              | Estéfano, Reyes                          | Marc Anthony, Estéfano    | 4:09       |

## Ê-kíp thực hiện
- Vic Anesini – Chủ tịch
- Marc Anthony – Sáng tác, Giọng nền, Sản xuất, Gíam đốc sản xuất
- Eduardo Avena – Nhạc cụ
- Odisa Beltrán – Đồng sản xuất
- Andres Bermudez – Hòa âm
- Marco Britti – Trống
- Jorge Calandrelli – Phối khí
- César Castillo – Quena, Sikus
- José Garcia De La Rosa – Kĩ sư
- Sebastian DePeyrecave – Guitar, Trợ lý Kĩ sư
- Nailton Bispo "Meia Noiche" Dos Santos – Nhạc cụ
- Tony Duran – Nhiếp ảnh
- Vicky Echeverri – Giọng nền
- Estéfano – Giọng nền, Sản xuất
- Mauricio Gasca – Kĩ thuật
- Armando Gola – Bass
- Mario Guini – Guitar (Acoustic), Guitar, Guitar (Electric)
- Anthony Kilhoffer – Kĩ sư
- Jadi Leesley – Thiết kế
- The London Symphony Orchestra – Phối khí
- Jennifer Lopez – Gíam đốc sản xuất
- Juan José "Chaqueño" Martínez – Nhạc cụ
- Pedro Namerow – Trợ lý Kĩ sư
- José Luis Pagán – Guitar (Acoustic), Guitar, Phối khí, Guitar (Electric), Keyboards, Kĩ thuật, Kĩ sư
- José Luis Pagani – Phối khí, Kĩ thuật
- Ricardo Tiki Pasillas – Nhạc cụ, Drums, Giọng nền
- Ken Paves – Làm tóc
- Julian Peploe – Chỉ đạo thiết kế, thiết kế
- Erben Perez – Bass
- Gustavo Pichon Dal Pont – Kĩ sư
- Julio C. Reyes – Piano, Phong cầm, Phối khí, Chỉ đạo, Keyboards, Kĩ thuật, Producer, Sản xuất, Hòa âm
- Claudia Salgado – Sản xuất
- Bruce Swedien – Kĩ sư, Hòa âm
- Guillermo Vadala – Bass
- Matthew Vanleeuwen – Make-Up
- Peter Wade – Kĩ sư, Hòa âm

## Xếp hạng
| Bảng xếp hạng (2007)              | Vị trí |
| --------------------------------- | ------ |
| Austria Albums Chart              | 10     |
| Belgium Top 50                    | 30     |
| Canadian Albums Chart             | 50     |
| Dutch Albums Chart                | 31     |
| Finland Albums Chart              | 29     |
| France Albums Chart               | 11     |
| Germany Albums Chart              | 4      |
| Greece International Albums Chart | 1      |
| Italy Albums Chart                | 2      |
| Japan Albums Chart                | 60     |
| Mexico Albums Chart               | 52     |
| Poland Albums Chart               | 9      |
| Portugal Albums Chart             | 12     |
| Spain Albums Chart                | 2      |
| Sweden Albums Chart               | 49     |
| Switzerland Albums Chart          | 1      |
| U.K. Albums Chart                 | 131    |
| U.S. Billboard 200                | 10     |
| U.S. Billboard Top Latin Albums   | 1      |

## Giải thưởng và đề cử

### Đề cử
- World Music Awards - Nghệ sĩ Latin có số lượng đĩa bán cao nhất
- Billboard Latin Music Awards - Album Latin của năm, Ca khúc Latin phát sóng trên đài của năm, Ca khúc nhạc nhảy Latin của Năm và Ca khúc nhạc nhảy Latin nữ của Năm (cho "Qué Hiciste")
- Premios Oye! - Pop Español: Solista Femenina
- Los Premios Principales - Nghệ sĩ xuất sắc nhất và Ca khúc xuất nhất cho "Qué Hiciste"
- Premios Amigo - Ca khúc điện tử xuất sắc và Ca khúc nhạc chuông xuất sắc cho "Qué Hiciste"

### Giải thưởng
- Billboard Latin Music Awards - Album Latin Pop của năm và Album Latin Pop nữ của năm
- Premio Lo Nuestro - Ca sĩ solo hoặc nhóm nhạc mới xuất sắc
- Premios Amigo - Nghệ sĩ Latin xuất sắc nhất
- American Music Awards - Nghệ sĩ Latin xuất sắc nhất